# Cnephasia zelleri
Cnephasia zelleri es una especie de polilla perteneciente al género Cnephasia, categorizada en la tribu Cnephasiini, de la subfamilia Tortricinae.

## Distribución
Se distribuye por Rusia.

## Taxonomía
Fue descrita por Christoph en 1877 y publicada por primera vez en (Cochylis), Horae Soc. ent. Ross. 12: 290.